# Genlisea taylorii
Genlisea taylorii ist eine Pflanzenart aus der Gattung der Reusenfallen (Genlisea) in der Familie der Wasserschlauchgewächse (Lentibulariaceae). Diese fleischfressende Pflanze  ist in Angola heimisch und wurde im Jahr 2000 anhand von Herbarmaterial erstbeschrieben. Nach Fleischmann 2012 ist Genlisea taylorii Eb.Fisch., Porembski & Barthlott ein Synonym von Genlisea subglabra Stapf.

## Beschreibung

### Vegetative Merkmale
Genlisea taylorii ist eine einjährige, krautige Pflanze. Die kahlen, spatelförmigen und am Ende stumpfen Laubblätter stehen in einer dichten bodenständigen Rosette, sind 3,5 bis 5 Millimeter lang und 1 Millimeter breit. Die nur wenigen Fallen weisen eine Länge von 5 bis 15 Millimetern auf.

### Generative Merkmale
Der aufrechte, unverzweigte Blütenstandsschaft ist 7 bis 8 Zentimeter hoch, im Querschnitt zylindrisch und vollständig kahl, jedoch mit einigen wenigen Schuppenblättern besetzt. Die Schuppenblätter sind bei einer Länge von etwa 0,8 Millimetern lanzettlich. Die Vorblätter sind lanzettlich und kürzer als die Schuppenblätter. Am Blütenstand stehen ein bis drei Blüten an aufrechten, 1 bis 3 Zentimeter langen, während Anthese und zur Fruchtreife weiterwachsenden und kahlen Blütenstielen.
Die zwittrigen Blüten sind zygomorph mit doppelter Blütenhülle. Der Kelch ist fünflappig und bis annähernd zum Ansatz geteilt, die einzelnen Lappen sind annähernd gleichgeformt, eiförmig-lanzettlich, spitz zulaufend, bis zu 1 Millimeter lang und am Ansatz mit wenigen kurzen Drüsenhaaren besetzt. Die bis zu 10 Millimeter lange Krone ist helllila bis purpurn, am Schlund mit weißen Flecken zwischen helllila netzförmigen Strukturen, die Oberlippe weißlich. Die 2 bis 3 Millimeter lange und 2 bis 2,5 Millimeter breite Oberlippe ist eiförmig länglich-rund und verjüngt sich stark zum oberen, gestutzten Ende hin, die deutlich dreigelappte Unterlippe ist bis zu 5 Millimeter lang und 7 Millimeter breit. Der Sporn ist 6 bis 7 Millimeter lang.
Die sichelförmigen Staubblätter sind etwa 1 Millimeter lang. Der Fruchtknoten ist rund und schwach mit kurzgestielten Drüsen behaart. Der kurze Griffel endet in einer einlappigen und halbkreisförmigen Narbe.

## Verbreitung und Standort
Genlisea taylorii ist nur aus dem Kreis Moxico in Angola bekannt, wo sie auf Eisenkrustenböden in nassen Senken vorkommt. Das Verbreitungsgebiet ist bekannt für lokal endemische Arten wie zum Beispiel Dopatrium pusillum oder Dopatrium caespitosum (Plantaginaceae).

## Systematik und Botanische Geschichte
Die Erstbeschreibung von Genlisea taylorii erfolgte 2000 durch Eberhard Fischer, Stefan Porembski & Wilhelm Barthlott anhand von bereits 1938 in Angola gesammeltem Material. Das Artepitheton taylorii ehrt den englischen Botaniker Peter Taylor für seine außerordentlichen Verdienste um die Wasserschlauchgewächse. Wie alle afrikanischen Arten gehört Genlisea angolensis zur Sektion Genlisea innerhalb der Gattung Genlisea. Nach Fleischmann 2012 ist Genlisea taylorii Eb.Fisch., Porembski & Barthlott ein Synonym von Genlisea subglabra Stapf.
Außer dem Holotyp sind keine weiteren Exemplare dieses Taxons bekannt.